# Clyde-River-Nationalpark
Der Clyde-River-Nationalpark ist ein Nationalpark im Südosten des australischen Bundesstaates New South Wales zwischen Batmans Bay und Nelligen, 223 km südlich von Sydney. Zum Park gehören 9 km Flussufer des Clyde River, von dem der Park an drei Seiten umflossen wird. Die vierte Seite bildet im Nordosten der Kings Highway. Der Park entstand 2000 aus einem 10,91 km² großen Teil des Benendah State Forest.
Das Gebiet besteht aus bewaldeten Hügeln. Entlang der bewaldeten Flussufer gibt es Mangroven. 